# Ho cercato il tuo nome
Ho cercato il tuo nome (The Lucky One) è un romanzo d’amore scritto da Nicholas Sparks e pubblicato nel 2008.
Il libro è stato tradotto in ebraico, portoghese, coreano, ungherese, italiano e numerose altre lingue.

## Trama
Una romantica storia d'amore ambientata a Hampton, Carolina del Nord, che vede protagonisti l'ex-sergente dei Marines degli Stati Uniti Logan Thibault e la bella madre divorziata Elizabeth. Logan, sopravvissuto alla guerra in Iraq, pensa di essere vivo grazie a un portafortuna che aveva casualmente tenuto sempre con sé: la foto di una donna a lui sconosciuta.
Dopo la morte di Victor, suo compagno d'armi, Logan decide di partire alla ricerca della donna assieme al suo inseparabile cane Zeus. Quando incontra Elizabeth, avendo paura di essere creduto matto, decide di non rivelarle il vero motivo per cui ha attraversato a piedi l'America dal Colorado per raggiungerla, inventandosi una scusa dopo l'altra.
Elizabeth (solitamente chiamata Beth), donna attraente di quasi 30 anni, ha un difficile rapporto con l'ex-marito che non le dà pace e crea problemi con il loro figlio di 10 anni, Ben. La donna non riesce a stabilire un rapporto duraturo con nessun uomo, pur non sapendo esattamente il perché. Fino a quando non arriva Logan che stravolge la sua vita e la fa innamorare. Tutto finisce quando il geloso ex-marito di Beth scopre il vero motivo per il quale Logan è arrivato ad Hampton e spiffera tutto a Beth che, accecata dalla rabbia e dalla tristezza, lascia Logan senza neanche lasciargli spiegare il vero motivo per cui l'aveva cercata. Dopo una rivelazione da parte del figlio Ben, Beth decide di far pace con Logan e, quando l'ex-marito lo scopre si infuria e molesta Beth. Ben, alla vista della scena, scappa fuori durante una tempesta e si nasconde sulla pericolante casa sull'albero. Dopo molti sforzi Ben e Logan si salvano, ma l'ex-marito muore. Dopo questo tragico incidente Logan e Beth cominciano la loro tanto attesa vita felice insieme.

## Opere derivate
Dal romanzo, nel 2012, è stato tratto l'omonimo film diretto da Scott Hicks: con Zac Efron, Taylor Schilling, Blythe Danner, Riley Thomas Stewart; musiche di Mark Isham e Hal Lindes
.

## Edizioni in italiano
- Nicholas Sparks, Ho cercato il tuo nome, traduzione di Alessandra Petrelli, Milano: Frassinelli, 2009
- Nicholas Sparks, Ho cercato il tuo nome, Milano: Sperling Paperback, 2011
- Nicholas Sparks, Ho cercato il tuo nome, traduzione di Alessandra Petrelli, Milano: Pickwick, 2020
- Nicholas Sparks, Ho cercato il tuo nome, traduzione di Alessandra Petrelli, Milano: Edizione speciale per Mondadori Media S.p.A, 2022